# Real Campestre
Real Campestre es una localidad del municipio de Nacajuca ubicado en la subregión centro del estado mexicano de Tabasco. La localidad fue creada el 15 de octubre de 2017.

## Geografía
La localidad de Real Campestre se sitúa en las coordenadas geográficas 18°01′55″N 92°58′47″O / 18.031971, -92.979614, a una elevación de 8 metros sobre el nivel del mar.

## Demografía
Según el Conteo de Población y Vivienda 2020, efectuado por el Instituto Nacional de Estadística y Geografía, la localidad de Real Campestre tiene 1,351 habitantes, de los cuales 629 son del sexo masculino y 722 del sexo femenino. Su tasa de fecundidad es de 1.3 hijos por mujer y tiene 410 viviendas particulares habitadas.
| Gráfica de evolución demográfica de Real Campestre entre 2020 y 2020 |
|                                                                      |
| INEGI.                                                               |